# الإجهاض والفجيعة

الإجهاض والفجيعة هما حدث وما تلاه من عملية الأسى التي تتطور استجابة للإجهاض. تقريبًا كل الذين يعانون من الإجهاض يعانون من الفجيعة. غالبًا ما يعتبر هذا الحدث مطابقًا لفقدان الطفل وقد وصف بأنه صدمة. «الدمار» هو وصف آخر للإجهاض. تختلف الفجيعة عن الحزن العاطفي. فالحزن هو العاطفة المصاحبة للفجيعة. من ناحية أخرى، هي رد فعل على فقدان رابطة أو عاطفة تشكلت، وهي عملية وليست استجابة عاطفية واحدة. الفجيعة لا تعادل الاكتئاب. كما أن لها أبعاد جسدية، معرفية، سلوكية، اجتماعية، ثقافية، وفلسفية. الوفاة والحداد يشيران إلى الحالة المستمرة للخسارة، والفجيعة هي رد الفعل على تلك الخسارة. قد تكون الاستجابات العاطفية مرارة وقلق وغضب ومفاجأة وخوف واشمئزاز وإلقاء اللوم على الآخرين. قد تستمر هذه الردود لأشهر. يمكن أن يقل تقدير الذات كرد فعل آخر على الإجهاض. لا يكون الإجهاض حدثًا مؤلما فحسب، بل تصف النساء معاملات الآخرين معهن بعد ذلك بأنها أسوأ من الإجهاض نفسه.
يكون الإجهاض غالبًا «محطمًا للقلب»، فهو يؤثر على كل من المرأة والزوج والشريك والأشقاء والأجداد ونظام الأسرة بأكمله، بالإضافة إلى الأصدقاء. تحدث عادة صدمة عاطفية خطيرة بعد حدوث الإجهاض مباشرة. يتعرض البعض للخسارة والأوجاع نفسها بعد انتهاء الحمل الهاجر (الحمل خارج الرحم). في بعض الحالات، يمكن أن يستغرق حدوث الإجهاض أسابيع. يُشكّل تقديم الدعم الأسري للأشخاص الذين يعانون من الخسارة تحديًا كبيرًا، لأن البعض يجدون الراحة في الحديث عن الإجهاض، في حين أن آخرين قد يجدون صعوبة في مناقشة هذا الحدث. يمكن أن يعيش والد الطفل نفس المشاعر الحزينة التي تُصيب الأم. لكن التعبير عن مشاعر الفجيعة والخسارة يكون أمرًا صعبًا على الرجال. يستطيع بعض النساء البدء بالتخطيط لحملهن التالي بعد أسابيع قليلة من حدوث الإجهاض، لكن قد تجد أُخريات أن هذه التخطيط لحمل جديد ليس بالأمر السهل. هناك منظمات تقدم المعلومات والنصائح لمساعدة الأشخاص الذين عانوا بسبب الإجهاض. بعض النساء أكثر عرضة من غيرهن للإصابة بالفجيعة لفترات طويلة من الزمن.

## الأثر النفسي
للإجهاض أثر عاطفي ويمكن أن يؤدي أيضًا إلى حدوث اضطرابات نفسية. إحدى الاضطرابات التي يمكن أن تتطور هي الانشغال الأمومي الأساسي؛ ويُعرّف هذا الاضطراب بأنه حالة نفسية خاصة تعتقد فيها المرأة الحامل أنها تعرف طفلها وتميزه بشكل جيد، وتبرز المشاكل التي تواجهها المرأة عندما يموت هذا الطفل الذي يشغل تفكيرها. يظهر الحزن بشكل مختلف عند كل امرأة بعد حدوث الإجهاض، وقد لا يُلاحظ حدوثه في بعض الأحيان. تشابه الفجيعة التي تحدث بعد الإجهاض تلك التي تحدث بعد فقدان أحد أفراد العائلة، ولكنها ليست نفسها تمامًا. يُوصف كل من عدم التصديق والاكتئاب والغضب والشوق كجزء من حالة الحزن الطبيعية. تستمر ردود الأفعال هذه عادة من ثلاثة إلى تسعة أشهر بعد الخسارة. تنخفض آثار الفجيعة عند 41% من الآباء خلال العامين الأولين، بينما تتأخر في انخفاضها عند 59% منهم.
يمكن للحزن أن يخلق مشاعر الوحدة، واعتُبر هذا الحزن نوعًا من أنواع الصدمة النفسية. يمكن أن تتطور عواقب أخرى خطيرة مثل الاكتئاب واضطراب القلق واضطراب الكرب التالي للصدمة النفسية والاضطراب جسدي الشكل. ترتبط كل ردود الأفعال هذه بالحزن التالي للإجهاض. تستطيع بعض النساء إنهاء حزنهن بعد أسابيع قليلة من حدوث الإجهاض ثم البدء في توقع الحمل التالي والتخطيط له. التخطيط لحمل جديد هو أمر صادم للبعض. يُمكن أن يُسبب الأثر الناجم عن الإجهاض عجزًا نفسيًا، إذ قد يُوجه الغضب أحيانًا نحو النساء اللواتي نجحن بالحمل وأنجبن الأطفال. يمكن للمرأة أن تُفجع بفقدان طفلها المستقبلي، وقد تُشكك بدورها كأم. وقد تُلقي اللوم في حدوث الإجهاض على نفسها أو على شريكها.
قد تؤدي المحاولات غير الناجحة لحدوث الحمل من خلال تقنيات طفل الأنبوب إلى حدوث فجيعة مماثلة لدى النساء. تعاني النساء اللواتي تعرضن لحدوث الإجهاض في وقت متأخر من الحمل من حزن أكبر بالمقارنة مع اللواتي حدث عندهن الإجهاض في الثلث الأول من الحمل، ويمكن حتى للاكتئاب أن يصيبهن.
«تعيش نساء اليوم في فترة فريدة من نوعها، فالتكنولوجيا تشجعهن على تشكيل ارتباطات عاطفية مع حمولهن، لكن المجتمع لم يُطور تقاليد تساعد على تخفيف الصدمة عندما تتحطم تلك الارتباطات».
يُعبّر عن وصف الإجهاض بمصطلحات غير سريرية من قبل النساء اللواتي تعرضن له:
- الشعور بالغضب[22]
- الانخداع[22]
- اليأس[30]
- مدمرة[30]
- مغرقة[31]
- الحسد[32]
- مذنبة[22]
- عير معترف بها[31]
- غير مقبولة اجتماعيًا[31]
- مخدرة[31]
- فاقدة للحمل[31]
- الشعور بالخزي[32]
- الشعور بالصدمة[22]
- الأسى[32]
- الانصعاق[22]

### الصدمة
تبين أن الإجهاض حدث صادم ومؤلم ويُسبب خسارة كبيرة للنساء. يُعتبر فقدان الحمل، بما في ذلك الإجهاض المُحرّض، عامل خطر لتطور الأمراض العقلية. يمكن الاستخفاف من تأثير الإجهاض على المرأة. يمكن أن تتفاقم الصدمة إذا رافق الإجهاض خسارة كميات ظاهرة وكبيرة نسبيًا من الدم. ترتبط الاضطرابات ثنائية القطب بالإجهاض. يتضح ظهور كل من الاكتئاب واضطراب ثنائي القطب بعد حدوث الإجهاض لدى 43% من النساء.

#### الصحة النفسية
النساء اللواتي حدث لديهن الإجهاض معرضات لخطر حدوث ارتكاس الأسى أو القلق أو الاكتئاب، ويمكن أن يتطور الوسواس المرتبط بالإجهاض. يُعتبر الانشغال الأمومي الأساسي أيضًا نتيجة للإجهاض، ويمكن أن تحدث هذه الحالة إذا تعرضت المرأة التي تعتقد أنها تقيم علاقة وثيقة مع طفلها لفقدان الحمل.

### الأسى المعقد
توجد أنماط مختلفة للحزن وبشكل متفاوت بين الأشخاص. يمكن أن يكون هناك تجنب كامل للذكريات المتعلقة بالإجهاض ويمكن أن تتركز الذكريات بشكل هوسي على حدث ما متعلق به. يختلف هذا الأمر عن القدرة المتوقعة لاسترجاع الذكريات المتعلقة بفقدان شخص محبوب. يختلف الأسى المعقد عن الشكل الأكثر شيوعًا للأسى الذي يحدث بعد الإجهاض. من المتوقع أن تنخفض حالة الحزن المرتبطة بالأحداث الأخرى مثل فقدان الزوج أو الوالد بمعدل ثابت يمكن التنبؤ به، لكن لا ينطبق هذا على الأشخاص الذين يعانون من الأسى بعد حدوث الإجهاض، لأن آثارها تنخفض عند 41% منهم فقط، بينما تتأخر بالانخفاض عند 59% منهم، وبالتالي هذا النمط غير مناسب لهم.

### الإجهاد واضطراب الكرب التالي للصدمة النفسية
يرتبط الإجهاض بحدوث اضطراب الكرب التالي للصدمة النفسية (يُرمز له PTSD). تشمل المخاطر لتطور هذا الاضطراب بعد حدوث الإجهاض ما يلي: الألم العاطفي، والتعبير عن العاطفة، والمستويات القليلة من الدعم الاجتماعي. حتى لو كان مستوى الإجهاد التالي لحدوث الإجهاض منخفضًا، فإن أعراض اضطراب الكرب التالي للصدمة، مثل استرجاع ذكريات الماضي والأفكار الفضولية أو المتطفلة والأعراض التفارقية وأعراض فرط التيقظ، يمكنها أن تتطور في وقت لاحق. يمكن أن تعقد تأثيرات الإجهاد الإجهاض وتصعبه. الإجهاض حدث مسبب للتوتر والضغط، ولأن الإجهاد هو عامل خطر لتطور الإجهاض المتأخر أو اللاحق، فإن وجوده يمكن أن يصبح جزءًا من دورة مستمرة. ترتبط المستويات المنخفضة من الضغط والإجهاد بالحصول على نتائج أفضل وإيجابية في حالات الحمل في المستقبل، بينما تزيد المستويات المرتفعة من الضغط والإجهاد من المخاطر.

## التعافي
يمكن أن يكون للتعافي الجسدي من الإجهاض تأثير على الاضطرابات العاطفية. يجب أن يتعافى الجسم من فقدان الحمل المفاجئ. يظهر التعب في بعض النماذج، ويمكن أن يكون وجود الأرق مشكلة. الإجهاض مزعج كثيرًا للعائلة، إذ يمكن أن يُولد انفعالات قوية للغاية. تشعر بعض النساء أن الإجهاض حدث بطريقة ما بسببهن، بينما تلقي أخريات اللوم في حدوثه على الأب أو الشريك. يمكن أن يكون التعامل مع الإجهاض ومواجهته عظيمًا جدًا بين النساء والعائلات. يجد البعض صعوبة في التحدث عن الإجهاض. تُشارك بعض النساء في الأنشطة التي يُعتقد أنها تُساعد في عملية التعافي والشفاء، مثل النشاطات العلاجية والدينية والفنية. يمكن تقديم الاستشارة، ولكن من الصعب تحديد التداخلات الفعالة التي تساعد في التعافي بسبب التقارير عن نجاعتها والاستشارات غير المجدية. من الصعب إجراء المقارنات. بالرغم من أن الدراسات التي تصف التداخلات الفعالة لمن يعانين من الأسى بعد حدوث الإجهاض قليلة، فإن بعض الأطباء ما زالوا يقدمون الاستشارات والمتابعات لمساعدة النساء على التعافي والشفاء والتأقلم مع خسارة الطفل.
تتضمن التوصيات التي تساعد على التعافي والشفاء من هذا الحدث ما يلي:
- التقرب من الأصدقاء والأحباء للحصول على الدعم اللازم، ومشاركة المشاعر معهم وطلب المساعدة عند الحاجة.
- التحدث مع الشريك حول الإجهاض.
- الأخذ بعين الاعتبار أن الرجال والنساء يواجهون الخسارة بطرق مختلفة.[22][43]
- اتخاذ الخيارات الجيدة من أجل الصحة والعافية، مثل تناول الأطعمة الصحية والحفاظ على النشاط والحصول على وقت كاف من النوم للمساعدة على استرداد الطاقة.
- الانضمام إلى مجموعات الدعم التي قد تساعد على التخلص من الشعور بالوحدة بعد الخسارة.[22][43]
- القيام بشيء ما يُحيي ذكرى الطفل.
- طلب المساعدة إذا لم تخف مشاعر الفجيعة مع مرور الوقت.[22]

عمومًا، يُقدر الأثر الناتج عن حدوث الإجهاض بشكل منخفض. تشمل الطرق الأخرى المستخدمة في تعزيز عملية التعافي والشفاء: تقنيات الاسترخاء وتصور الذكريات الهادفة والتوقف عن التفكير. استُخدم أيضًا تمثيل أدوار علم النفس الغشتالتي.
ذكرت النساء اللواتي أجهضن أنهن مستاءات من الرعاية التي تلقينها من الأطباء والممرضات. لوحظ من أحد المراقبين أن مقدمي الرعاية الصحية لم يقدموا الدعم اللازم للأم المفجوعة عندما تعاملوا معها، أي لم يحاولوا التقليل من مشاعرها الحزينة. لا يُدرك الأطباء في بعض الأحيان الأثر النفسي الذي يتركه الإجهاض عند الآباء، بل قد يتوقعون منهم أيضًا أن يكملوا حياتهم بشكل طبيعي.